# Sénat conservateur
Il Senato conservatore (in francese: Sénat conservateur) fu un organo costituzionale istituito con la Costituzione dell'anno VIII della Prima Repubblica francese. Era, col Tribunato (in francese: Tribunat) e il Corpo legislativo (in francese: Corps législatif), una delle tre assemblee legislative del Consolato. La Costituzione dell'anno X, e quella dell'anno XII che istituì l'Impero, ne rafforzarono le prerogative.
Competente a controllare la costituzionalità delle leggi e degli atti amministrativi, nonché alla revisione della Costituzione, fu il primo organo a ciò deputato nella storia francese, secondo la visione di Sieyès, che ne fu il principale ispiratore.

## Un Senato incaricato di custodire la Costituzione
Redatta sotto l'influenza diretta del nuovo capo del regime, il primo console Napoleone Bonaparte, la Costituzione dell'anno VIII (13 dicembre 1799), fu la prima dopo la rivoluzione a ricreare un Senato. Bonaparte fece del Sénat conservateur, incaricato di custodire la Costituzione, un elemento chiave del proprio regime.
Era composto da soli 60 membri inamovibili di almeno 40 anni di età, a cui si sarebbero dovuti aggiungere nei dieci anni successivi due nuovi elementi l'anno, per un totale di 20 elementi supplementari.
La formazione di questa assemblea non avveniva tramite elezioni, ma in parte per nomina ed in parte per cooptazione: la Costituzione prevedeva che i due consoli uscenti Sieyès e Roger-Ducos, membri di diritto del Senato, previa concertazione con i due consoli di nuova nomina Cambacérès e Lebrun, nominassero la maggioranza degli altri membri, in numero di 29; tale maggioranza doveva scegliere essa stessa gli altri membri. Il Senato dunque si autonominava, e sostituiva i suoi membri deceduti scegliendo ogni volta fra tre candidati presentati rispettivamente dal Primo Console, dal Tribunat e dal Corps législatif.
Il Senato installò la propria sede al Palazzo del Lussemburgo, già sede del Direttorio, tenendo le proprie riunioni nella parte centrale dell'edificio, ristrutturata da Jean Chalgrin.
Le sedute, secondo la Costituzione, non erano pubbliche.
Il primo Senato conservatore accoglieva nelle proprie file vecchi membri delle assemblee dell'epoca rivoluzionaria (Neufchâteau, Garat, Lanjuinais), scienziati (Monge, Lagrange, Lacépède, Berthollet), filosofi (Cabanis), ma anche l'esploratore Bougainville e il pittore Vien.

## I senatoconsulti
Nell'anno X (1802) una revisione della Costituzione rinforzò le prerogative del Senato, consentendogli di legiferare, tramite atti aventi forza di legge (chiamati senatoconsulti rifacendosi al diritto romano), riguardo a tutto ciò che non era previsto dalla Costituzione e che fosse necessario per l'azione politica del regime. La procedura fu ad esempio utilizzata nel 1802 per l'amnistia agli émigré. I senatoconsulti organici (organiques) apportavano modifiche alla Costituzione, mentre quelli semplici (simples) regolavano gli affari correnti.
Il numero dei senatori fu nello stesso tempo portato a 120. Il Primo Console Bonaparte controllava da vicino l'attività e la composizione del Senato: ne convocava il presidente, si riservava il diritto di presentare i candidati membri, designava lui stesso tre candidati presi sulla lista dei cittadini eletti dai collegi elettorali, e poteva inoltre nominare alcuni senatori di propria iniziativa.

## Una élite selezionata
Convinto che la dignità del servitore dello Stato fosse indissociabile da una posizione di fortuna personale, Napoleone creò nel gennaio 1803 il sistema delle sénatorerie, ossia grandi proprietà terriere distribuite ai senatori, con uno spirito vicino al rapporto feudale tra sovrano e vassallo, in cambio di un'implicita fedeltà. A partire dal giugno 1804 ne furono attribuite 36 ad altrettanti senatori, che divennero una sorta di "super prefetti" regionali. Davano diritto inoltre, a titolo vitalizio, ad una residenza (castello o palazzo vescovile) ed a una rendita annua da 20 a 25 000 franchi (altrettanti erano dati dallo stipendio senatoriale).
La Costituzione dell'anno XII (1804) che proclamò l'Impero accrebbe ancora la dipendenza dell'Assemblea. I segni di stima di Napoleone si moltiplicarono, le manifestazioni di fedeltà dei senatori fecero altrettanto. Il 1º gennaio 1806 l'Imperatore fece dono ai senatori di 54 bandiere strappate ai nemici. Entusiasta, il senatore e maresciallo dell'Impero Pérignon propose l'edificazione di un arco di trionfo alla gloria di Napoleone I, proposta appoggiata calorosamente dai suoi colleghi.
Napoleone chiamò a far parte del Senato i principi francesi, i grandi dignitari e chiunque potesse risultargli utile o gradito: nominò infatti suo fratello Giuseppe, come pure Cambacérès, Chaptal, Fouché, Fontanes, Tronchet e generali quali Caulaincourt e Duroc. Sebbene colmati di favori, i senatori proclamarono la decadenza dal potere di Napoleone il 3 aprile 1814, prima di chiamare al trono Luigi XVIII.